# Mayora Indah
PT Mayora Indah Tbk (znane jako Mayora Indah lub Mayora) – indonezyjskie przedsiębiorstwo spożywcze założone w 1977 roku. Swoją siedzibę ma w Dżakarcie Zachodniej, a jego fabryki są zlokalizowane w mieście Tangerang. Jest m.in. właścicielem marek Torabika i Kopiko.